# Rafael Devers
Rafael Devers Calcaño (Sánchez, Samaná, 24 de octubre de 1996) es un beisbolista profesional dominicano que se desempeña como tercera base de los Gigantes de San Francisco, en las Grandes Ligas (MLB). Hizo su debut en las mayores en 2017, con los Boston Red Sox, y seleccionado para el Juego de las Estrellas en 2021, 2022 y 2024.

## Carrera
Boston Red Sox firmó al agente libre Devers cuando tenía 16 años de edad, en agosto de 2013. Devers, que era el sexto en la lista global de los mejores prospectos internacionales, acordó un contrato por 1,5 millones de dólares.  Según un informe de Mlb.com, en ese momento, algunos cazatalentos lo consideraban el mejor bateador zurdo disponible en el mercado internacional.

### Ligas menores
Devers debutó el 31 de mayo de 2014, con el filial Dominican Summer League (DSL). Bateó 14 de 30 para un promedio de .467 y tuvo un slugging de .800 en 8 juegos. En junio siguió demostrando su valor dejando sus números en .337/.445/.538, 3 jonrones y 21 carreras impulsadas, con más bases por bolas (21) que ponches (20); jugó los 28 partidos del equipo y se embasó en 27. Además, su estadística de embasado más slugging de .983 fue rara para esa liga, mientras su promedio de .533  de slugging en este periodo es la marca más alta para un jugador regular de los Medias Rojas a ese nivel desde, al menos 2005, (es lo más atrás que se cuenta con la estadística registrada). 
El 3 de julio fue promovido a la filial de los Medias Rojas en la clase novatos de la Liga de Costa del Golfo. Devers bateó .372 y tuvo un slugging de .564 en los 22 juegos de julio, incluyendo 7 dobles, 2 jonrones, 31 empujadas, y un porcentaje de embasado de .438. En general, Devers terminó con .322/.404/.506, 7 cuadrangulares, y 57 remolcadas, con 70 apariciones en el plato en dos niveles de ligas menores. Se ubicó entre los 10 primeros en promedio de bateo (.312). Además, contribuyó con un jonrón y remolcó 3 carreras que dio la victoria en los juegos de playoff cuando el filial de los Medias Rojas de la GFL reclamó su segundo título de Campeonato. 
Fue incluido en el equipo de All-Stars de la postemporada de la  GCL de 2014 y escaló del puesto 13 al 5 en la clasificación de Mlb.com de los prospectos de los Boston Red Sox de esa temporada.
Devers se unió al Greenville Drive, en clase A baja, en 2015, donde fue seleccionado para el Juego de Estrellas de la Liga del Atlántico Sur. Posteriormente, Mlb.com anunció que Devers sería miembro del Equipo Mundial de All-Star Futures Game. Devers fue invitado por el equipo mayor de los Boston Red Sox para participar en el entrenamiento primaveral de 2016. Luego fue promovido al filial, clase A alta, Salem Red Sox para empezar la temporada regular. En ese entonces, fue clasificado como el 2° prospecto de los Medias Rojas, según Mlb.com.
Empezó la temporada 2017 con el equipo AA Portland Sea Dogs, donde bateó.300 con 18 vuelacercas en 77 juegos. El 14 de julio, Devers estuvo promovido al equipo triple A Pawtucket Red Sox, donde ligó .400 con 2 cuadrangulares en 9 juegos.

### Boston Red Sox
El 24 de julio de 2017, Devers estuvo promovido al Boston Red Sox, cinco días después que el equipo había liberado a Pablo Sandoval. Dos días después, consiguió su primer hit en Grandes ligas al conectarle un jonrón a lanzador Andrew Moore, de los Marineros de Seattle. Devers se convirtió en el jugador más joven de los Red Sox (a los 20 años, 275 días de edad) en conectar un vuelacerca desde Tony Conigliaro (con 20 años, 265 días de edad) en 1965. El  13 de agosto, Devers la botó del parque en la novena entrada frente al cerrador de los Yanquis de Nueva York, Aroldis Chapman. El lanzamiento de Chapman fue registrado a 102.8 mph (165.4 km/h), que fue el lanzamiento más rápido para un jonrón desde 2008, cuándo MLB empezó seguir la velocidad de los lanzamientos. El 15 de agosto, mientras cubría la tercera base, Devers inició una triple matanza con un roletazo de Yadier Molina, de los Cardenales de San Luis. Durante la temporada regular, Devers apareció en 58 juegos con los Medias Rojas de 2017, bateando .284 con 10 jonrones y 30 carreras impulsadas. A la defensiva, inició 56 juegos en tercera base y tuvo un porcentaje de .906.
En el postemporada, Devers bateó un cuadrangular de dos carreras en el tercer juego de la Serie Divisional de la Liga Americana, contra los campeones de la Serie Mundial, los Astros de Houston, que le dio la ventaja a su escuadra en la serie. El dominicano se convertía en el jugador más joven de los Medias Rojas en conectar un jonrón en la postemporada y sólo el sexto jugador en la historia de MLB en conectar un cuadrangular en los playoffs antes de cumplir 21 años de edad, uniéndose a Mickey Mantle, Andruw Jones, Miguel Cabrera, Manny Machado, y Bryce Harper.
En el cuarto juego de la serie divisional de ese año, Devers dio un jonrón dentro del campo, siendo el jugador más joven (20 años, 350 días de edad) en alcanzar uno en postemporada. Durante esa serie, Devers bateó 4 de 11 (.364) con 2 jonrones y 5 remolcadas.

#### 2018

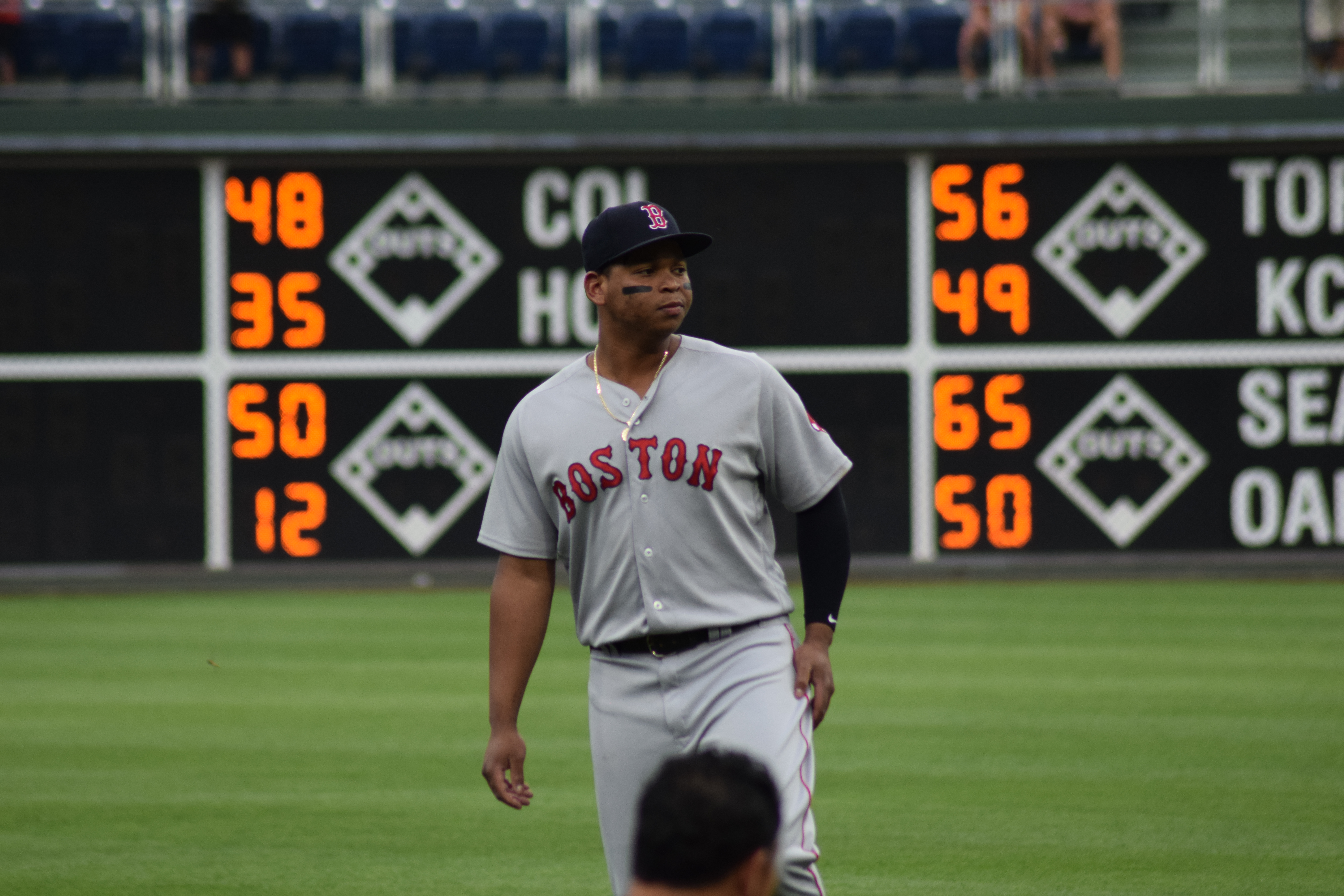
Devers en 2018

Devers inició la zafra del 2018 siendo el tercera base regular de los Red Sox. Logró su primer jonrón con las bases llenas, el 18 de abril, frente al pitcher Tyler Skaggs de los Ángelinos de Los Ángeles. Dio su segundo grand slam el 30 de junio frente a Sonny Grey de los New York Yankees. Aquella noche, Devers, quién se fue de 5-5, sería el jugador más joven en dar un vuelacercas con las bases llenas en un juego Red Sox-Yankees, a la edad de 21 años y 249 días.
El 12 de julio fue asignado en la lista de lesionados por 10 días, debido a una inflamación del hombro izquierdo; fue reactivado el 21 de julio. Nuevamente fue dado de baja el 29 de julio por una distensión de ligamento de la corva izquierda, y fue reactivado el 8 de agosto, conectando un jonrón en el juego de esa noche contra los Azulejos de Toronto. Devers fue colocado otra vez en la lista el 17 de agosto, debido a molestias en el ligamento de la corva izquierdo. Fue enviado en una asignación de rehabilitación al equipo Triple A, Pawtucket, el 29 de agosto y regresó al roster activo de Boston, el 4 de septiembre. El 26 de septiembre, Devers bateó de 4-5 con 2 jonrones y 6 remolcadas.
Durante la temporada regular, Devers apareció en 121 juegos, bateó .240, con 21 cuadrangulares y 66 impulsadas. En defensa,  tuvo la marca de más errores  en MLB, con 24. También tuvo el porcentaje de fildeo más bajo entre los antesalistas de las mayores con .926. Se desempeñó mucho mejor en la postemporada, convirtiéndose en el quinto jugador que logra 3 jonrones antes de su 22º cumpleaños. En el quinto juego de la Serie de Campeonato de la Liga Americana, Devers pegó un tablazo de 3 carreras en el sexto inning, que ayudó a los Red Sox a alcanzar la Serie Mundial.
En el cuarto juego de la Serie Mundial, Devers se convertiría en el jugador más joven en empujar una carrera en el noveno inning, o más tarde, de un juego de Serie Mundial, desde que Édgar Rentería  dio el hit para dejar en el terreno en el séptimo juego de la Serie Mundial de 1997. Los Medias Rojas de Boston ganaron la serie en cinco juegos sobre Los Ángeles Dodgers, dando a Devers su primer título de campeonato.

#### 2019
Devers reanudó su papel como tercera base regular de los Medias Rojas de Boston para la temporada 2019. El 3 de junio fue nombrado Jugador de Mes de mayo de la Liga Americana, al batear  .351 con 8 jonrones.. A mediados de julio, Devers recibió el galardón Heart & Hustle 2019 de Boston. El 13 de agosto, se convirtió en el último jugador de MLB en registrar seis hits en un juego; se fue de 5-5 en los primeros nueve innings. contra los Indios de Cleveland, y dio el sexto en la décima entrada. Además, Cuatro de los seis batazos conectados por Devers fueron dobles, lo cual lo convierte en el único jugador que ha tenido tal desempeño en un juego desde 1900. El 18 de agosto, fue el primer jugador de las mayores en lograr 100 carreras impulsadas durante la temporada 2019. Fue nombrado Jugador de la Semana de la Liga Americana para la semana del 12 al 18 de agosto. El 21 de septiembre conectó su vuelacerca 31 de la temporada, con lo cuan estableció un nuevo récord para la franquicia de los Medias Rojas de más jonrones de un antesalistas en una temporada, superando a Butch Hobson quién había pegado 30, en 1977. El 29 de septiembre 29, el día final de la temporada regular, Devers logró la marca de 200 hits.

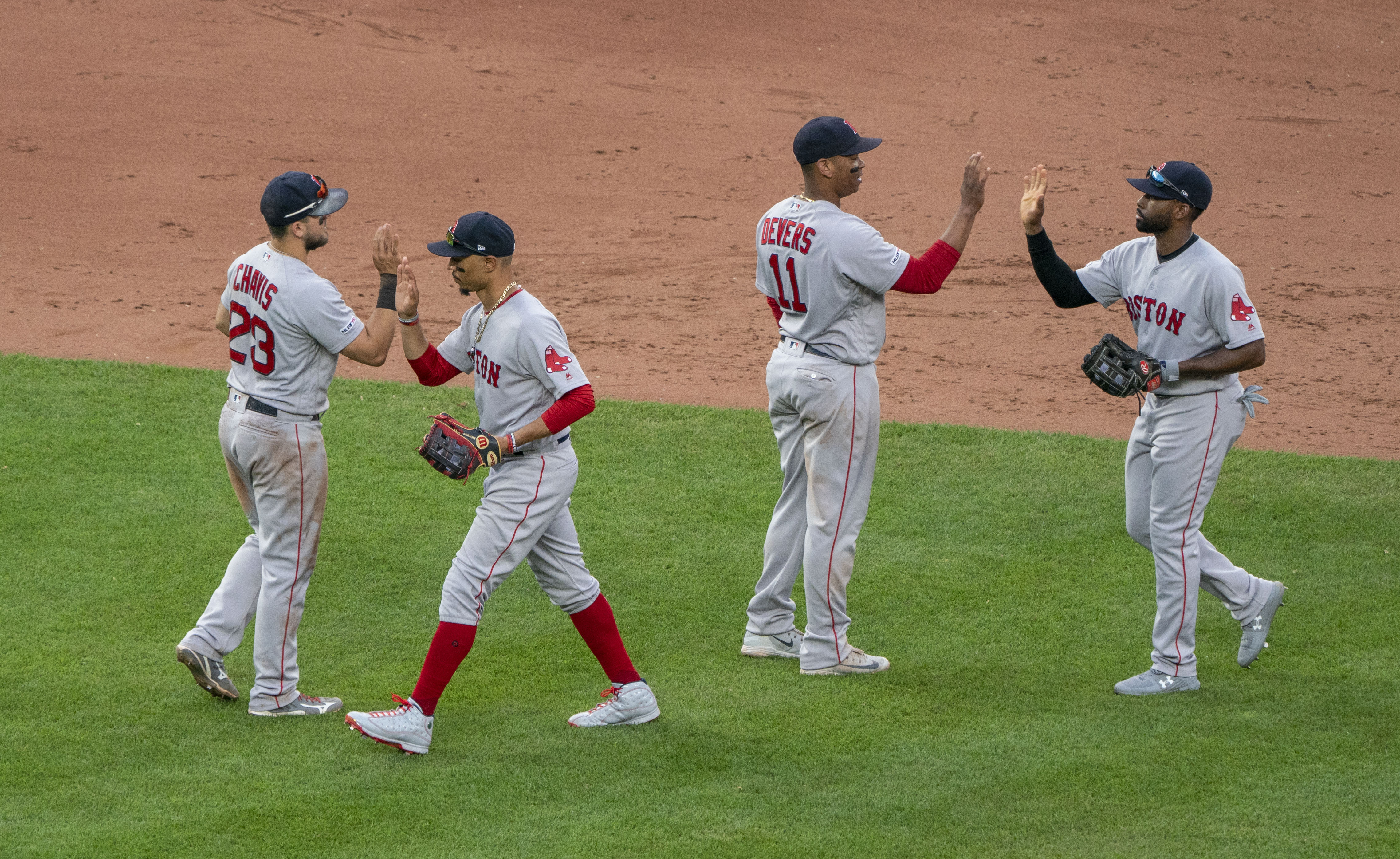
Devers, junto a Michael Chavis, Jackie Bradley Jr y Mookie Betts, celebran triunfo ante Baltimore en 2019

Terminó esa campaña con 201 hits y  un promedio de bateo de .311, además de 54 dobles (líder de Liga Americana), 32 jonrones y 115 remolcadas, y fue el líder de MLB con 90 extrabases y 359 bases alcanzadas. En la defensa,  continuó su racha, al ser el tercera base con más errores de las mayores, con  22. Devers finalizó en el puesto 12.de las votaciones al Jugador Mas Valioso, en 2019.

#### 2020
Durante la temporada regular, que fue recortada a 60 juegos, Devers fue nuevamente el tercera base regular de Boston. En general, bateó .263, con 11 jonrones y 43 empujadas, en 57 juegos. Lideró a todos los peloteros de las Grandes Ligas (incluidos todos losa antesalistas de la Liga American) en errores, con 14, con el porcentaje de fildeo más bajo (.891) de todos los antesalistas de las mayores.

#### 2021
El 15 de enero de 2021, Devers y los Medias Rojas llegaron a un acuerdo por un contrato, de un año, por $4,6 millones para evitar el arbitraje. Devers regresó como el tercera base regular de Boston, y el 1° de julio fue nombrado titular de la Liga Americana en esa posición para el Juego de Estrellas de 2021. El 4 de septiembre, Devers conectó un jonrón de tres carreras contra Cleveland: fue su cuadrangular número 33 de la temporada y logró 100 carreras impulsadas por segunda vez en su carrera. En general, durante la temporada regular, Devers bateó .279, en 156 juegos, con 38 jonrones y 113 carreras impulsadas. También jugó en 11 partidos de postemporada, bateando 13 de 44 (.295) mientras los Medias Rojas avanzaban a la Serie de Campeonato de la Liga Americana. Durante el segundo juego de la Serie de Campeonato de la Liga Americana, tanto JD Martinez como Devers lograron grand slams, lo que significó una marca de la primera vez que un equipo de MLB logra dos batazos con las bases llenas en un juego de playoffs. El 11 de noviembre, Devers fue anunciado como el ganador del Bate de Plata de la Liga Americana para un tercera base. También recibió votos para el Jugador Mas Valioso de la Liga Americana, terminando en el puesto 11, y fue seleccionado como tercera base del segundo equipo en el equipo All-MLB .
El 23 de marzo de 2022, Devers firmó un contrato de 11,2 millones de dólares con los Medias Rojas, evitando el arbitraje salarial.

#### 2022
Comenzó la temporada cubriendo la tercera base en el Día Inaugural frente a los New York Yankees, y conectó un jonrón de dos carreras ante Gerrit Cole en la primera entrada. Bateó de manera consistente en cada uno de sus primeros 15 juegos, alcanzando la mejor racha de su carrera.
El 21 de mayo le conectó dos jonrones a los Seattle Mariners y empató un récord de la franquicia al conectar jonrones y registrar múltiples carreras impulsadas en cuatro juegos consecutivos. Se unió a Carl Yastrzemski (1978), Jackie Jensen (1958), Ted Williams (1947) y Jimmie Foxx (1938) como los únicos jugadores de los Red Sox en lograr esta marca.
Fue seleccionado como tercera base titular para la Liga Americana en el Juego de las Estrellas del 19 de julio, en el Dodger Stadium y recibió base por bolas en su único turno. 

#### 2023
Completó su séptima temporada en las mayores con 26 años de edad. Durante 2023, alcanzó 800 juegos jugados en su carrera, 500 carreras, 500 carreras impulsadas, 150 jonrones y 200 dobles. Registró su tercera temporada de 30 jonrones y su tercera temporada de 100 carreras impulsadas. Con esta marca, se unió a Ted Williams y Jim Rice como los únicos jugadores en registrar hasta tres campañas de 30 vuelacercas con los Red Sox antes de cumplir 27 años. 
También jugó en cuatro juegos del Clásico Mundial de Béisbol para la República Dominicana. Se fue de 2-16 (.125) con dos bases por bolas. 

#### 2025
El 15 de junio de 2025, fue adquirido por los Gigantes de San Francisco.a cambio del lanzador diestro Jordan Hicks, el lanzador zurdo Kyle Harrison, y dos prospectos: el jardinero James Tibbs III y el lanzador diestro José Bello.
Este movimiento se concretó seis semanas antes de la fecha límite de traspasos del 31 de julio. Desde el entrenamiento primaveral el dominicano había manifestado su desacuerdo con la gerencia de Boston, que le pidió dejar la tercera base y concentrarse en ser el bateador designado del equipo.  Esto, tras la incorporación de Alex Bregman, con un contrato de tres años, quien sería el tercera base titular.
Devers jugó su último partido con los Medias Rojas el domingo 15 de junio. Bateó su décimo quinto jonrón de la temporada y el 215 de su carrera. Fue su extrabase número 500 en las Grandes Ligas.

## Vida personal
El primo de Devers, José Devers, llegó a la MLB con los Miami Marlins en 2021.
Devers recibió el apodo de "Carita", que significa "cara de bebé", porque de niño era muy feliz y sonriente.